# Leichtathletik-Europameisterschaften 2022/100 m der Frauen

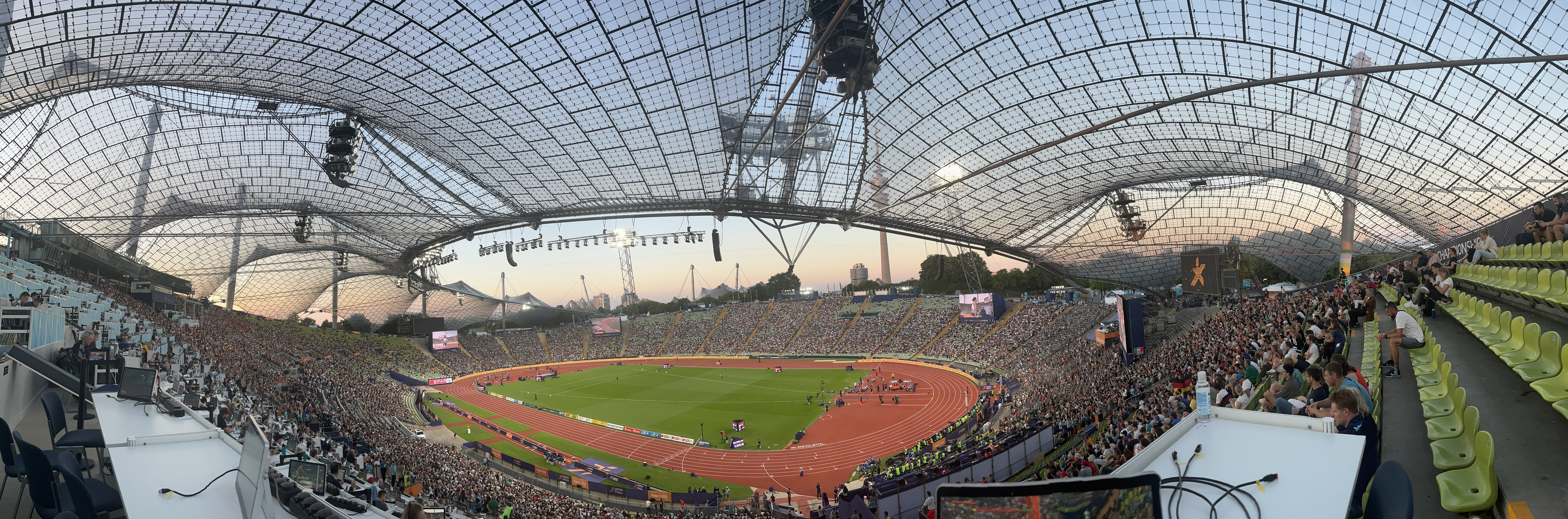
Das Olympiastadion in München während der Europameisterschaften 2022

Der 100-Meter-Lauf der Frauen bei den Leichtathletik-Europameisterschaften 2022 wurde am 15. und 16. August 2022 im Olympiastadion der deutschen Stadt München ausgetragen.
Es siegte die deutsche Vizeeuropameisterin von 2018 Gina Lückenkemper, die über 200 Meter und mit ihrer 4-mal-100-Meter-Staffel bereits einige Medaillen bei internationalen Meisterschaften errungen hatte. Hier in München wurde sie fünf Tage später auch Europameisterin mit der deutschen Sprintstaffel.
Silber gewann die EM-Dritte von 2016 Mujinga Kambundji aus der Schweiz. Über 200 Meter war sie die WM-Dritte von 2019 und wurde auf dieser Distanz drei Tage später Europameisterin.
Bronze ging an die Britin Daryll Neita, die bei internationalen Meisterschaften und Olympischen Spielen bereits einige Medaillen und Siege mit ihrer 4-mal-100-Meter-Staffel errungen hatte.

## Bestehende Rekorde
| Weltrekord           | 10,49 s | Florence Griffith-Joyner | 16. Juli 1988, Indianapolis  |
| Europarekord         | 10,73 s | Christine Arron          | 19. August 1998, EM Budapest |
| Meisterschaftsrekord | 10,73 s | Christine Arron          | 19. August 1998, EM Budapest |

Der bestehende EM-Rekord wurde bei diesen Europameisterschaften nicht erreicht. Die schnellste Zeit erzielte die spätere EM-Dritte Daryll Neita aus Großbritannien im ersten Halbfinale mit 10,95 s bei einem Rückenwind von 0,1 m/s, womit sie 22 Hundertstelsekunden über dem Meisterschafts- und gleichzeitig Europarekord blieb. Zum Weltrekord fehlten ihr 46 Hundertstelsekunden.

## Regelung für die Jahresbesten für Streckenlängen bis 400Meter
Wie schon bei den Europameisterschaften 2016 und 2018 waren die zwölf Jahresschnellsten in den Sprints und Hürdensprints bis einschließlich 400 Meter direkt für die jeweils drei Halbfinals qualifiziert. Neun von ihnen traten in diesem Wettbewerb an. In den Halbfinals wurden zur Ermittlung der Finalteilnehmerinnen jeweils drei Läufe ausgetragen. Die anderen Athletinnen mussten sich in einer Vorrunde für die Semifinalteilnahme qualifizieren.

## Legende
Kurze Übersicht zur Bedeutung der Symbolik – so üblicherweise auch in sonstigen Veröffentlichungen verwendet:
| DSQ | disqualifiziert                                                                                    |
| IWR | Internationale Wettkampfregeln                                                                     |
| TR  | Technische Regeln                                                                                  |
| ‡   | eine der neun schnellsten Sprinterinnen der Jahresbestenliste (Markierung verwendet im Halbfinale) |

## Vorrunde
15. August 2022
Die Vorrunde wurde in drei Läufen durchgeführt. Die ersten vier Athletinnen pro Lauf – hellblau unterlegt – sowie die darüber hinaus drei zeitschnellsten Läuferinnen – hellgrün unterlegt – qualifizierten sich für das Halbfinale.

### Vorlauf 1

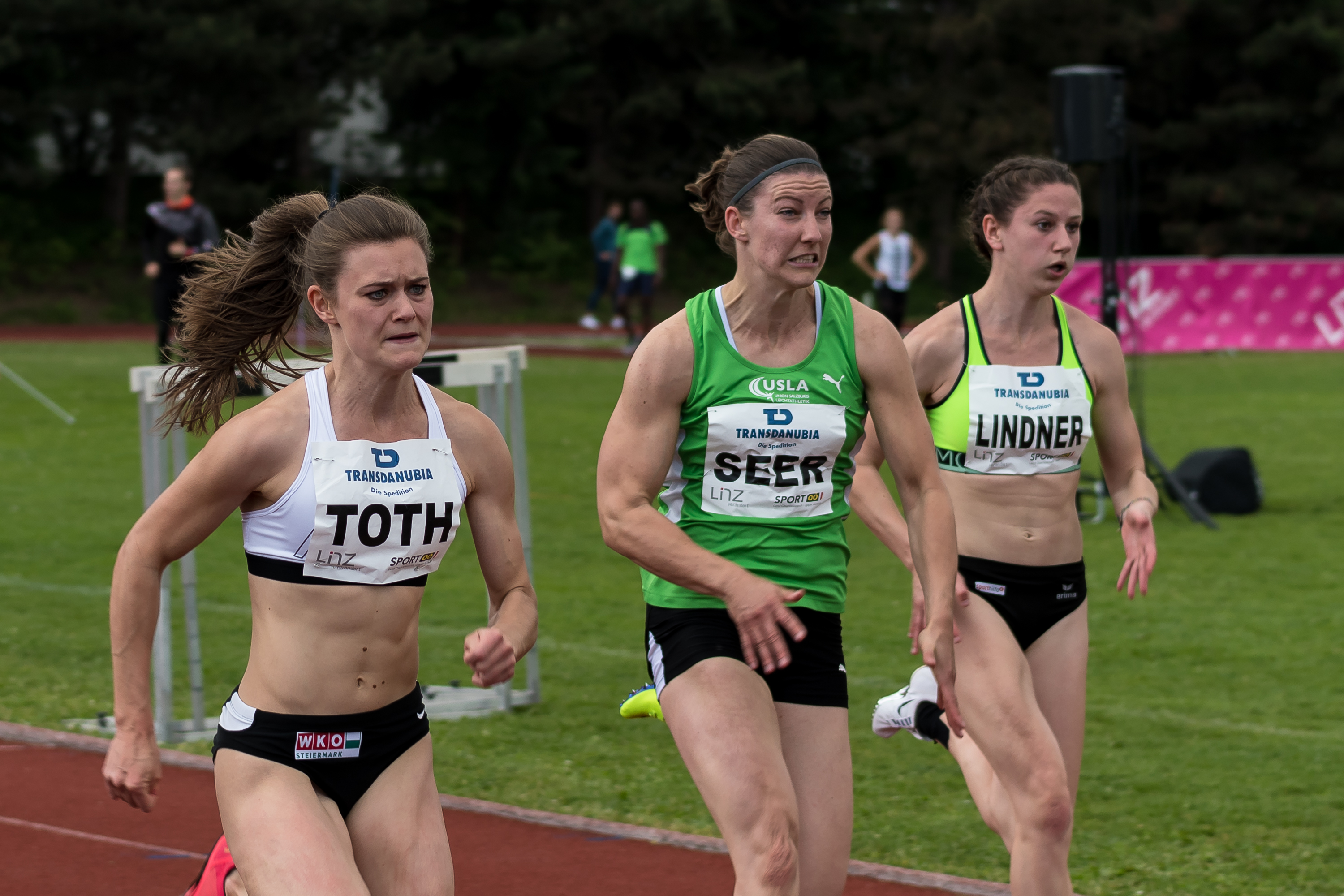
Magdalena Lindner (rechts) – ausgeschieden als Siebte des ersten Vorlaufs

15. August 2022, 11:05 Uhr MESZ
Wind: +0,2 m/s
| Platz | Name                   | Nation     | Zeit (s) |
| ----- | ---------------------- | ---------- | -------- |
| 1     | Zaynab Dosso           | Italien    | 11,38    |
| 2     | Magdalena Stefanowicz  | Polen      | 11,43    |
| 3     | Géraldine Frey         | Schweiz    | 11,45    |
| 4     | Patrizia van der Weken | Luxemburg  | 11,46    |
| 5     | Rani Rosius            | Belgien    | 11,47    |
| 6     | Milana Tirnanić        | Serbien    | 11,57    |
| 7     | Magdalena Lindner      | Österreich | 11,58    |
| 8     | Viktória Forster       | Slowakei   | 11,72    |

### Vorlauf 2
15. August 2022, 11:13 Uhr MESZ
Wind: −0,7 m/s
| Platz | Name              | Nation         | Zeit (s) |
| ----- | ----------------- | -------------- | -------- |
| 1     | Delphine Nkansa   | Belgien        | 11,33    |
| 2     | Jaël Bestué       | Spanien        | 11,39    |
| 3     | Ashleigh Nelson   | Großbritannien | 11,41    |
| 4     | Tatjana Pinto     | Deutschland    | 11,43    |
| 5     | Irene Siragusa    | Italien        | 11,57    |
| 6     | Mathilde Kramer   | Dänemark       | 11,58    |
| 7     | Eva Kubíčková     | Tschechien     | 11,61    |
| 8     | Olivia Fotopoulou | Zypern         | 11,62    |

### Vorlauf 3

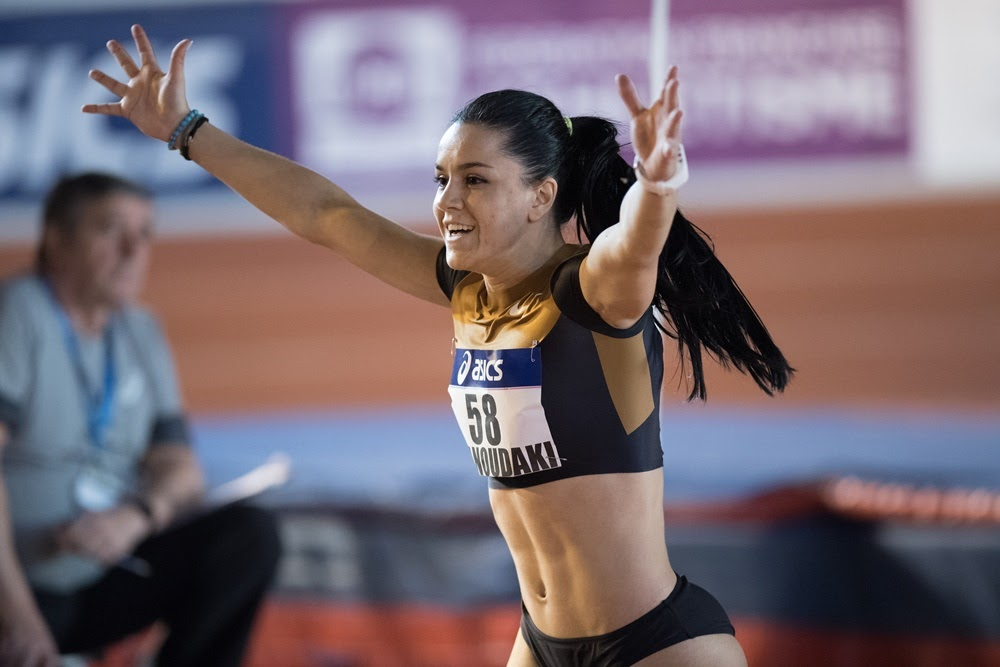
Rafaela Spanoudaki-Chatziriga – ausgeschieden als Fünfte des dritten Vorlaufs
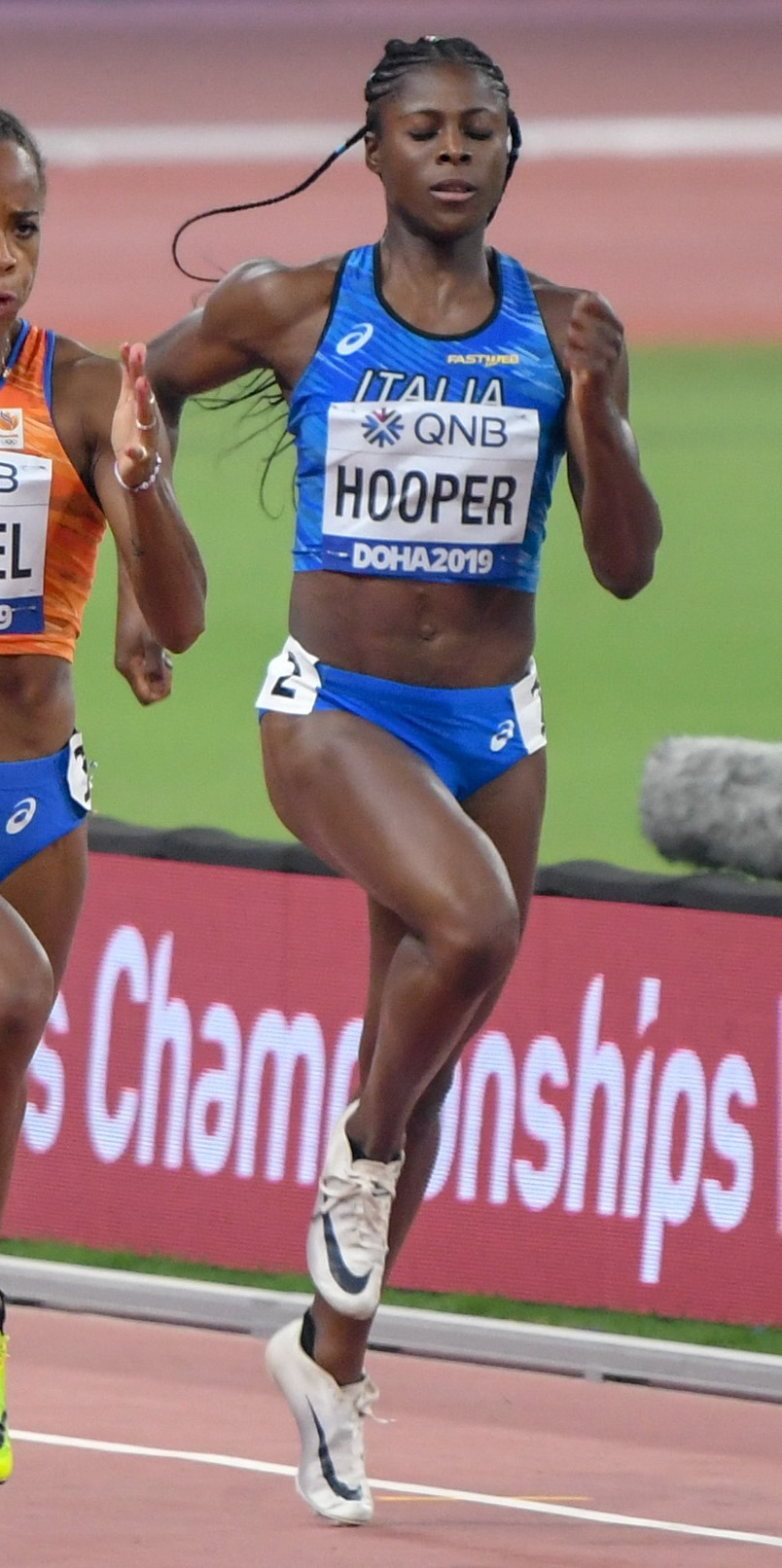
Gloria Hooper – ausgeschieden als Siebte des dritten Vorlaufs

15. August 2022, 11:21 Uhr MESZ
Wind: +0,2 m/s
| Platz | Name                          | Nation       | Zeit (s) |
| ----- | ----------------------------- | ------------ | -------- |
| 1     | Boglárka Takács               | Ungarn       | 11,44    |
| 2     | Lorène Bazolo                 | Portugal     | 11,48    |
| 3     | Mallory Leconte               | Frankreich   | 11,49    |
| 4     | Rebekka Haase                 | Deutschland  | 11,50    |
| 5     | Rafaela Spanoudaki-Chatziriga | Griechenland | 11,62    |
| 6     | Sonia Molina-Prados           | Spanien      | 11,64    |
| 7     | Gloria Hooper                 | Italien      | 11,64    |

## Halbfinale
16. August 2022
In den drei Halbfinalläufen qualifizierten sich die jeweils ersten beiden Athletinnen – hellblau unterlegt – sowie die darüber hinaus zwei zeitschnellsten Läuferinnen – hellgrün unterlegt – für das Finale.

### Halbfinallauf 1

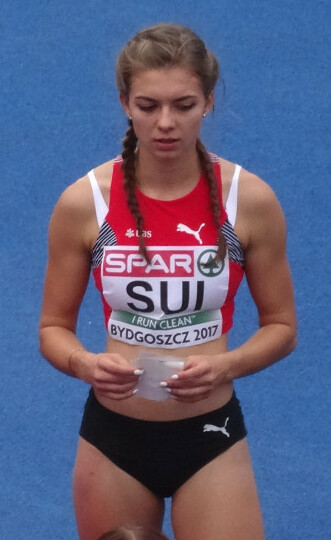
Géraldine Frey – ausgeschieden als Fünfte des ersten Halbfinals
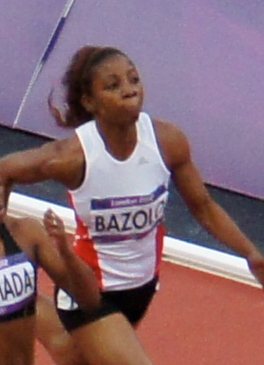
Lorène Bazolo – ausgeschieden als Sechste des ersten Halbfinals
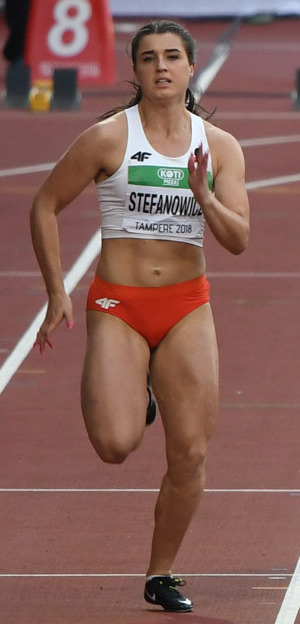
Magdalena Stefanowicz – ausgeschieden als Siebte des ersten Halbfinals

16. August 2022, 20:25 Uhr MESZ
Wind: +0,1 m/s
| Platz | Name                  | Nation         | Zeit (s)                    |
| ----- | --------------------- | -------------- | --------------------------- |
| 1     | Daryll Neita ‡        | Großbritannien | 0010,95                     |
| 2     | Gina Lückenkemper ‡   | Deutschland    | 0011,11                     |
| 3     | Imani Lansiquot ‡     | Großbritannien | 0011,23                     |
| 4     | Zaynab Dosso          | Italien        | 0011,28                     |
| 5     | Géraldine Frey        | Schweiz        | 0011,38                     |
| 6     | Lorène Bazolo         | Portugal       | 0011,42                     |
| 7     | Magdalena Stefanowicz | Polen          | 0011,43                     |
| DSQ   | Milana Tirnanić       | Serbien        | IWR 162, TR16.8 – Fehlstart |

### Halbfinallauf 2

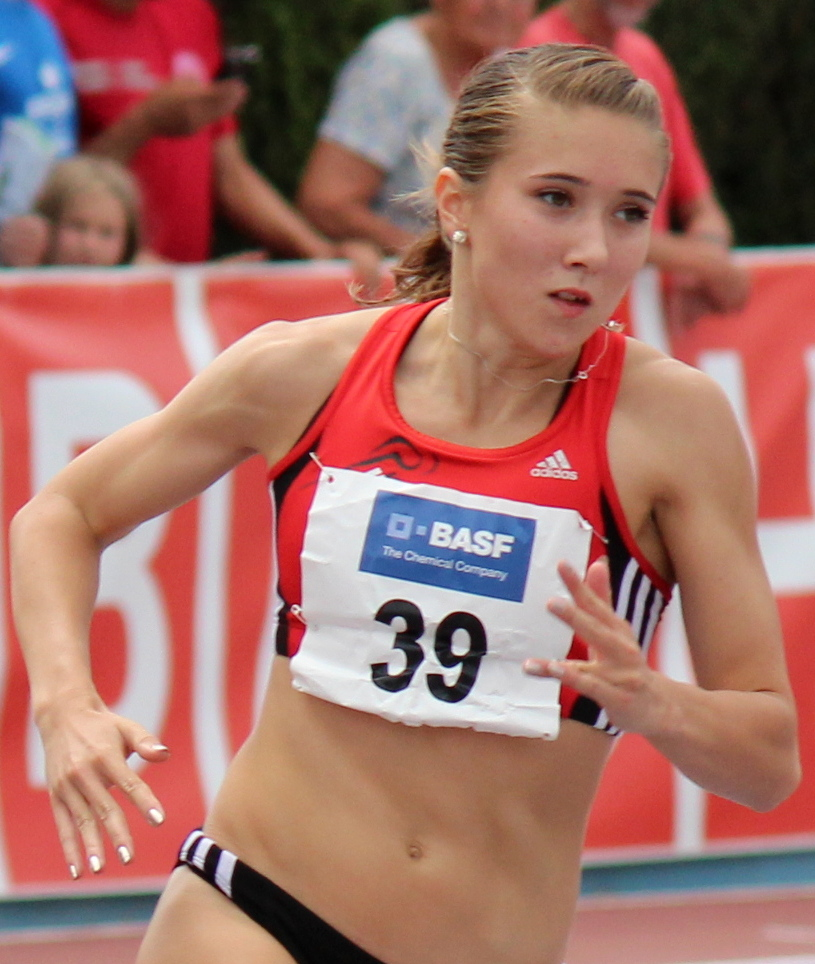
Rebekka Haase – ausgeschieden als Fünfte des zweiten Halbfinals
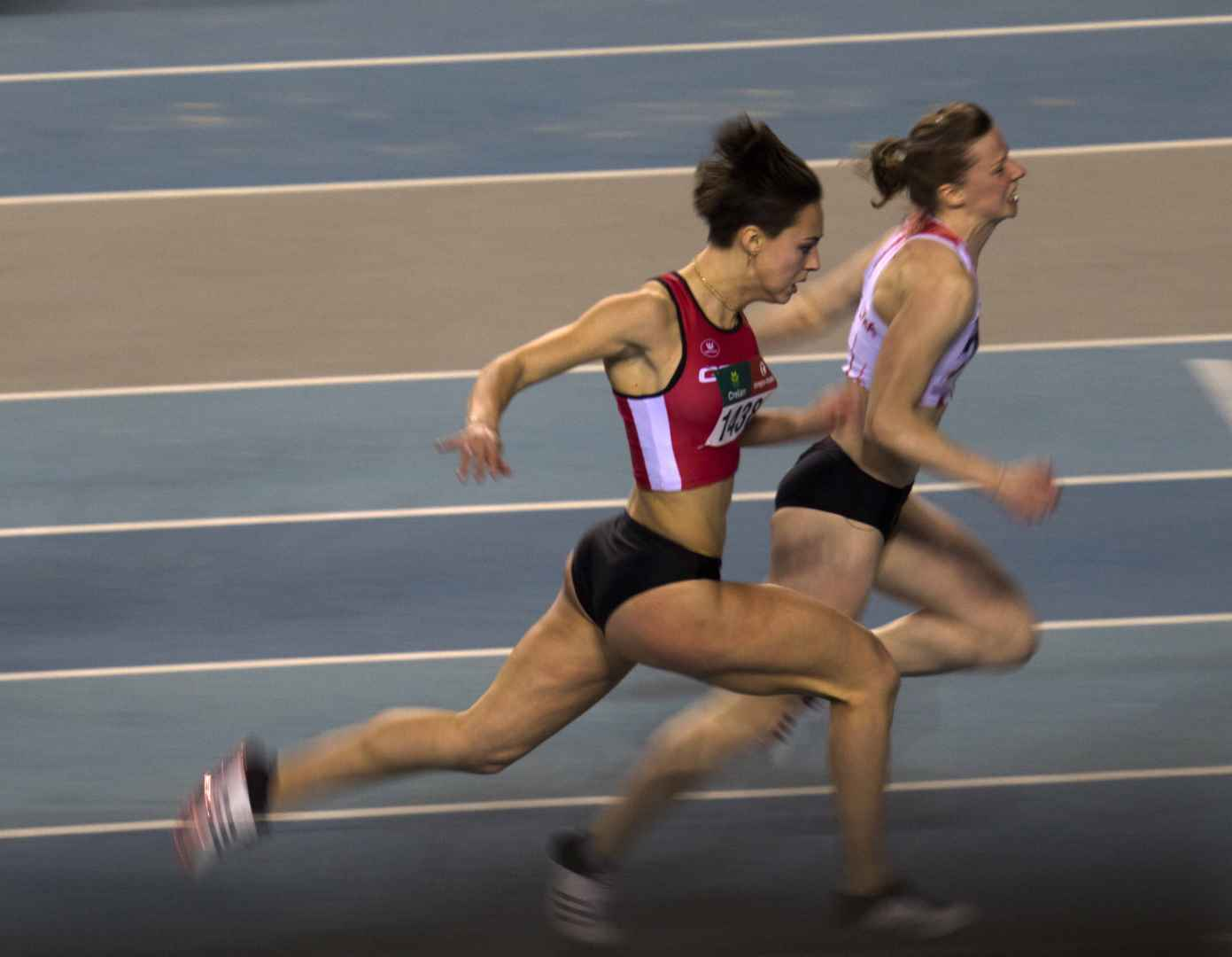
Rani Rosius (links) – ausgeschieden als Sechste des zweiten Halbfinals
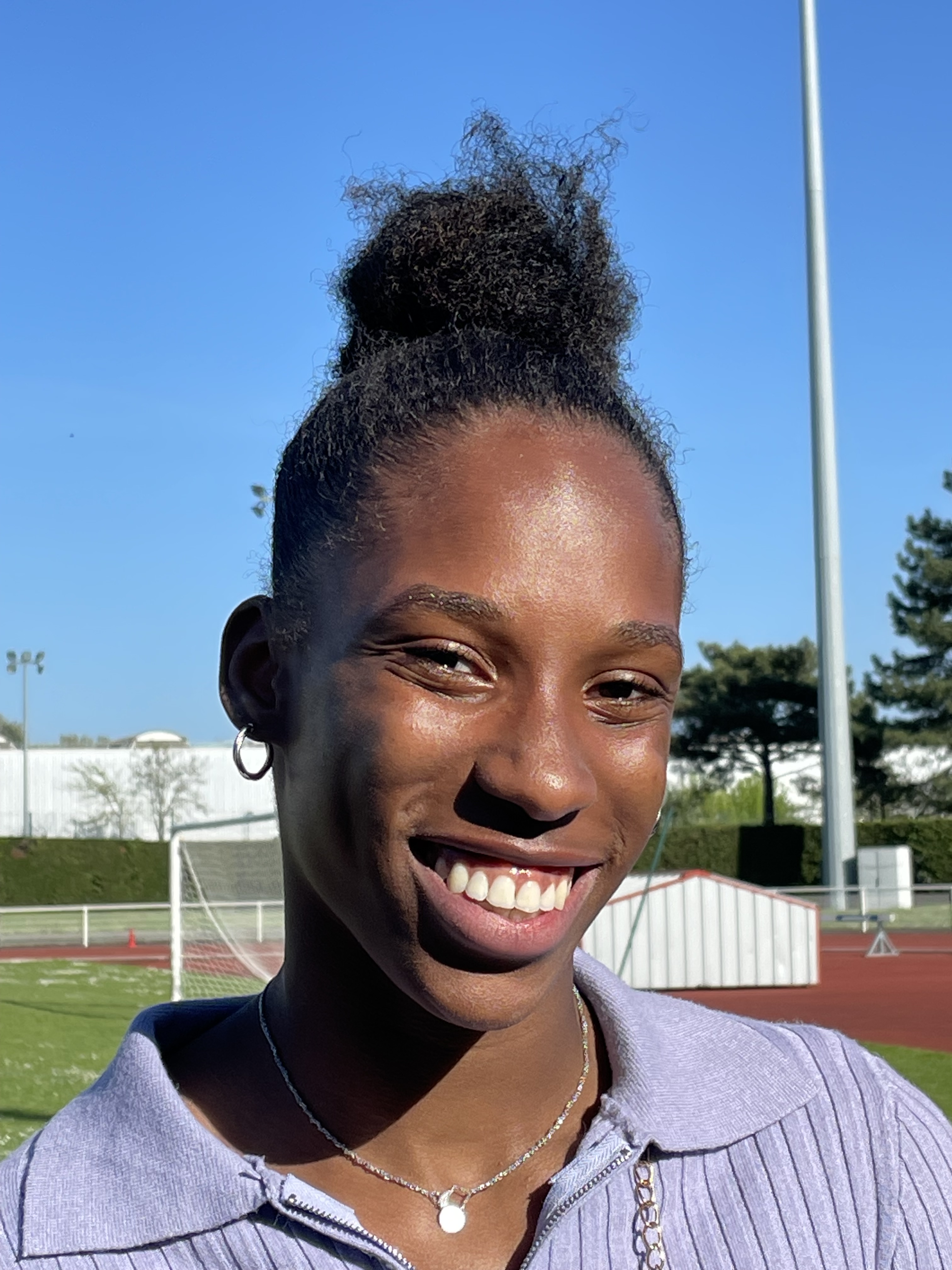
Mallory Leconte – im zweiten Halbfinale disqualifiziert

16. August 2022, 20:42 Uhr MESZ
Wind: −0,1 m/s
| Platz | Name                   | Nation         | Zeit (s)                    |
| ----- | ---------------------- | -------------- | --------------------------- |
| 1     | Dina Asher-Smith ‡     | Großbritannien | 0011,15                     |
| 2     | María Isabel Pérez ‡   | Spanien        | 0011,35                     |
| 3     | Boglárka Takács        | Ungarn         | 0011,49                     |
| 4     | Patrizia van der Weken | Luxemburg      | 0011,51                     |
| 5     | Rebekka Haase          | Deutschland    | 0011,52                     |
| 6     | Rani Rosius            | Belgien        | 0011,53                     |
| 7     | Nathacha Kouni ‡       | Schweiz        | 0011,54                     |
| DSQ   | Mallory Leconte        | Frankreich     | IWR 162, TR16.8 – Fehlstart |

### Halbfinallauf 3

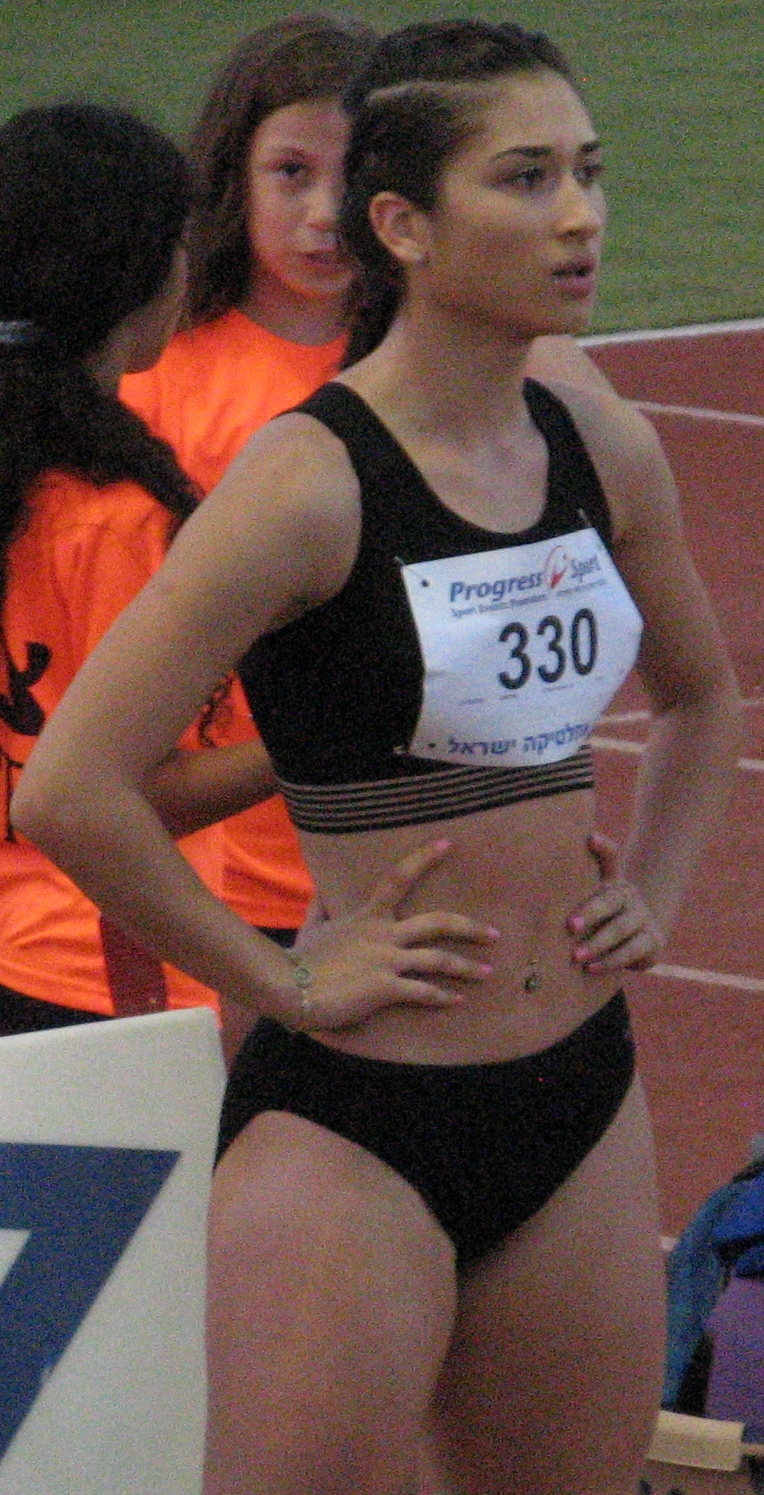
Diana Vaisman – ausgeschieden als Dritte des dritten Halbfinals
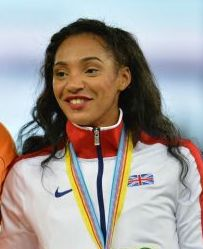
Ashleigh Nelson – ausgeschieden als Sechste des dritten Halbfinals
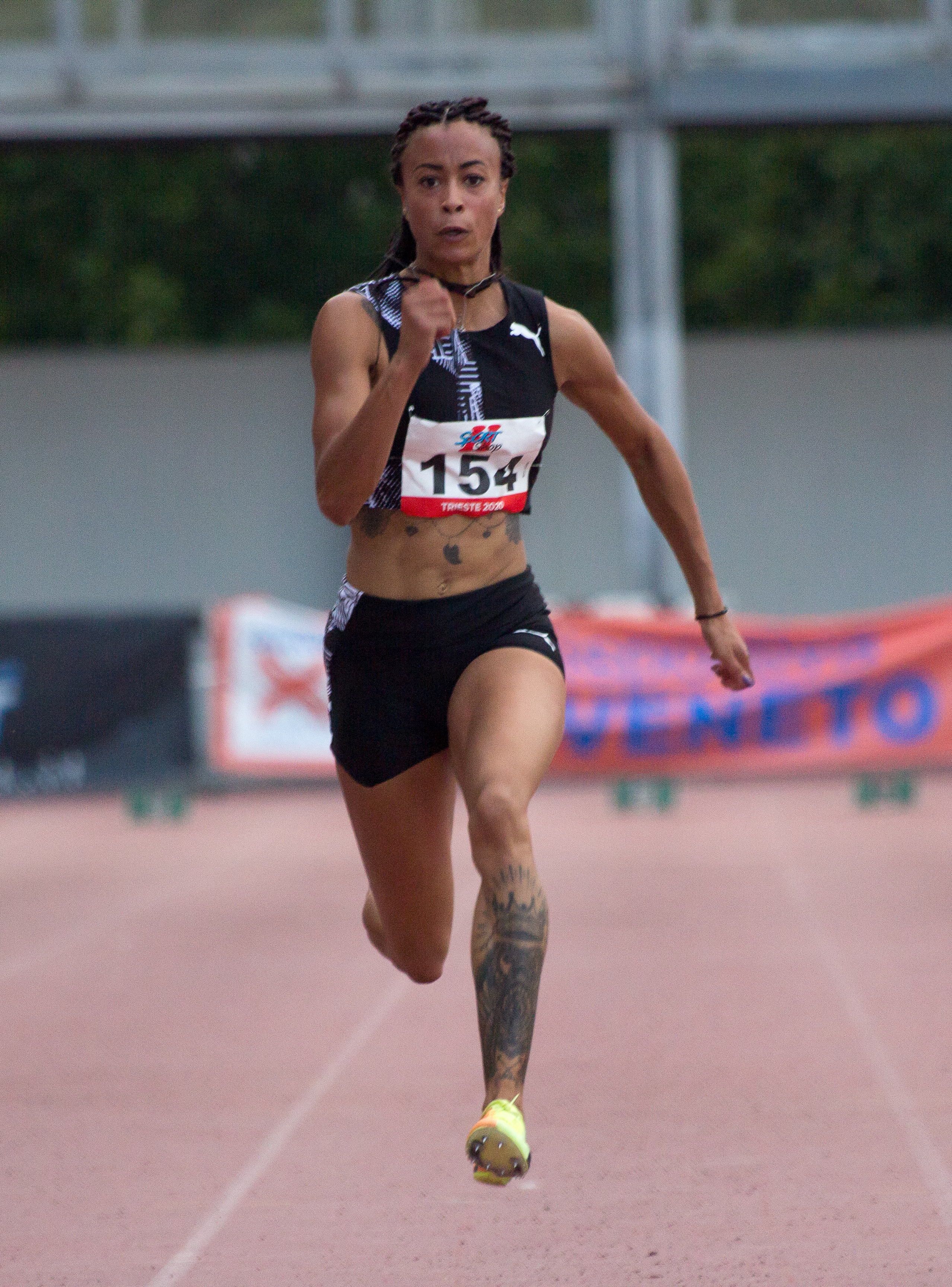
Tatjana Pinto – ausgeschieden als Siebte des dritten Halbfinals
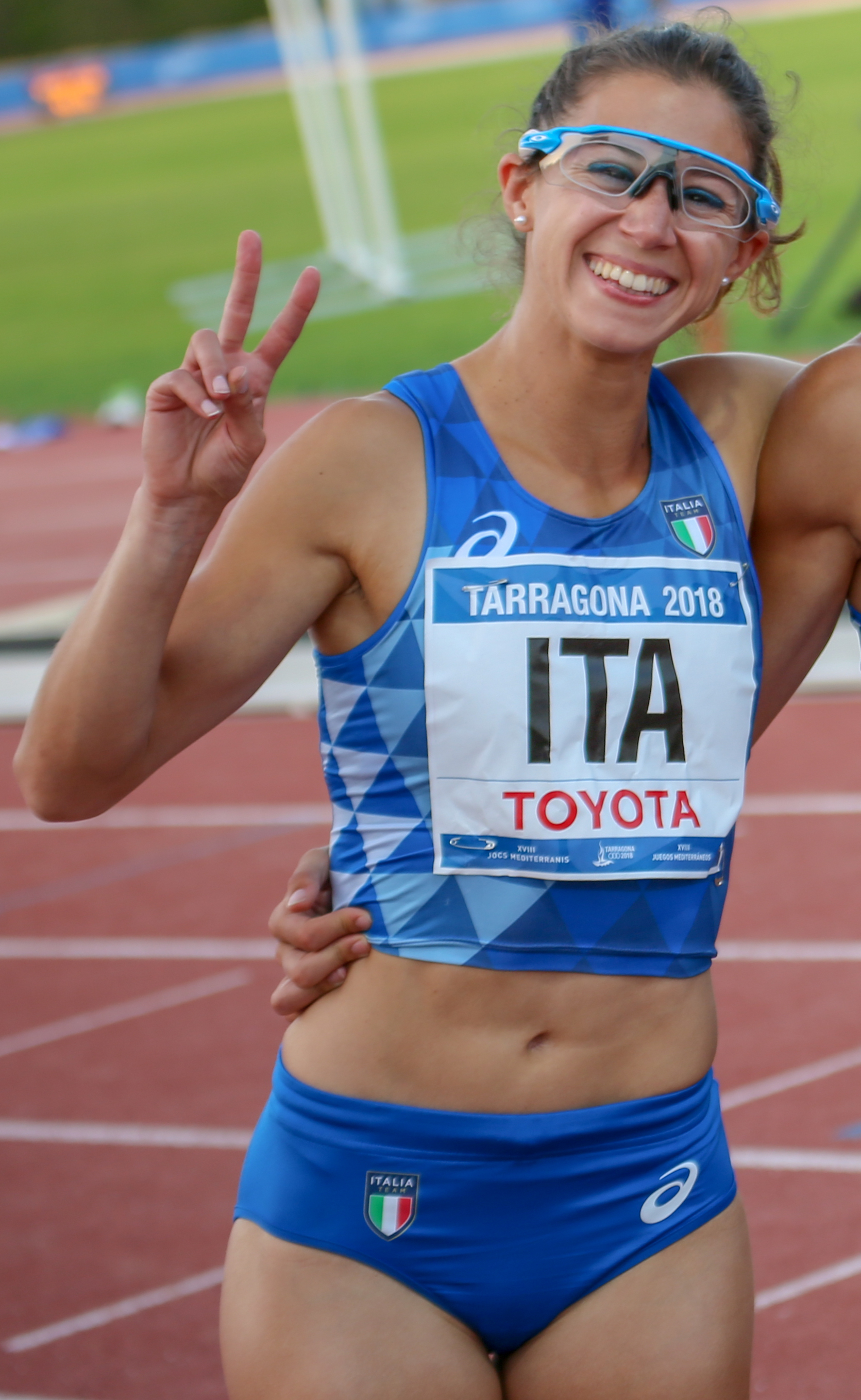
Irene Siragusa – ausgeschieden als Achte des dritten Halbfinals

16. August 2022, 20:49 Uhr MESZ
Wind: −0,6 m/s
| Platz | Name                | Nation         | Zeit (s) |
| ----- | ------------------- | -------------- | -------- |
| 1     | Mujinga Kambundji ‡ | Schweiz        | 11,05    |
| 2     | Ewa Swoboda ‡       | Polen          | 11,22    |
| 3     | Diana Vaisman ‡     | Israel         | 11,36    |
| 4     | Delphine Nkansa     | Belgien        | 11,39    |
| 5     | Jaël Bestué         | Spanien        | 11,40    |
| 6     | Ashleigh Nelson     | Großbritannien | 11,47    |
| 7     | Tatjana Pinto       | Deutschland    | 11,55    |
| 8     | Irene Siragusa      | Italien        | 11,56    |

## Finale

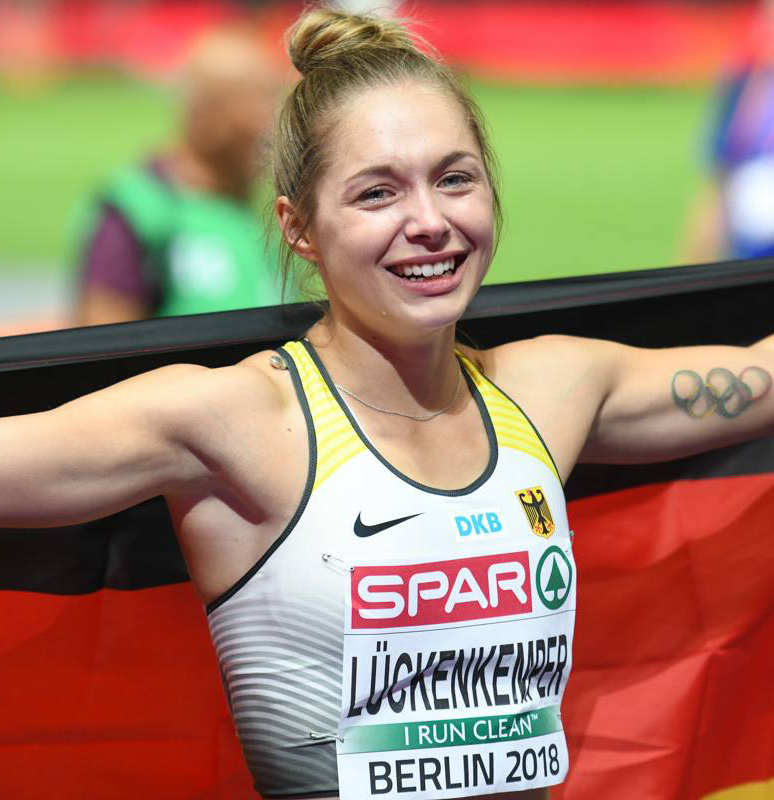
Mit fünf Tausendstelsekunden Vorsprung Europameisterin: Gina Lückenkemper

16. August 2022, 22:25 Uhr MESZ
Wind: +0,1 m/s
| Platz | Name               | Nation         | Offizielle Zeit (s) | Tausendstel- sekunden |
| ----- | ------------------ | -------------- | ------------------- | --------------------- |
| 1     | Gina Lückenkemper  | Deutschland    | 10,99               | 10,984                |
| 2     | Mujinga Kambundji  | Schweiz        | 10,99               | 10,989                |
| 3     | Daryll Neita       | Großbritannien | 11,00               |                       |
| 4     | Ewa Swoboda        | Polen          | 11,18               |                       |
| 5     | Imani Lansiquot    | Großbritannien | 11,21               |                       |
| 6     | María Isabel Pérez | Spanien        | 11,28               |                       |
| 7     | Zaynab Dosso       | Italien        | 11,37               |                       |
| 8     | Dina Asher-Smith   | Großbritannien | 16,03               |                       |

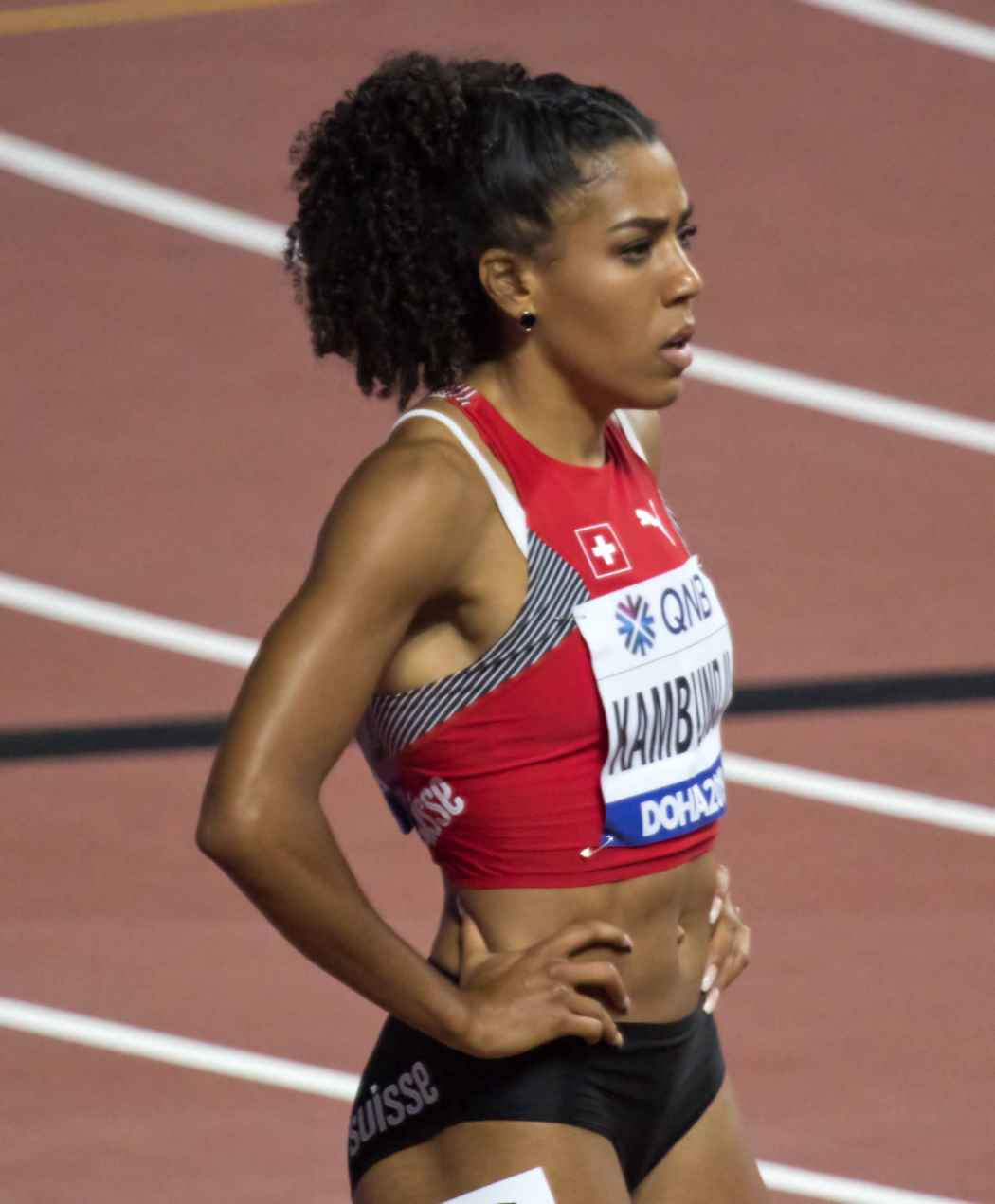
Vizeeuropameisterin wurde Mujinga Kambundji
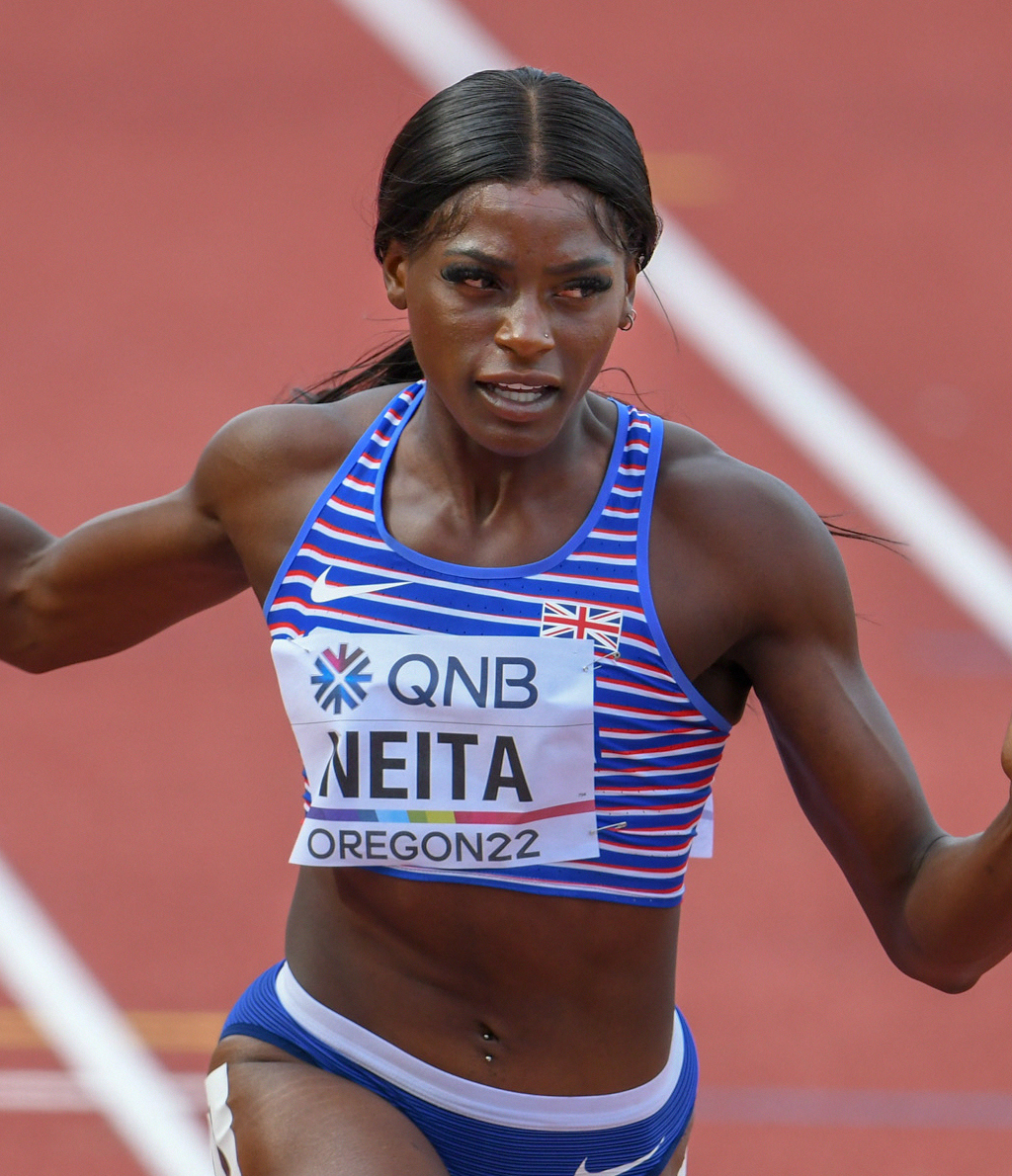
Bronzemedaillengewinnerin Daryll Neita
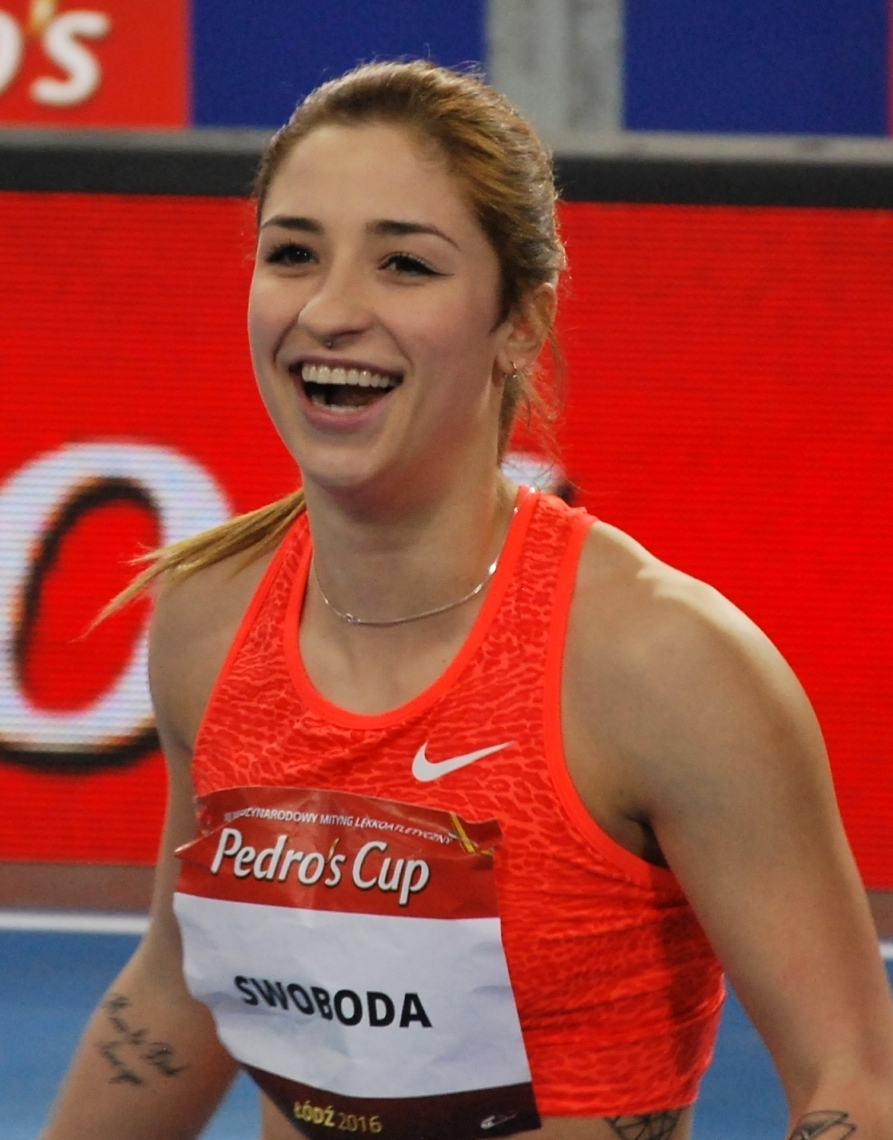
Ewa Swoboda erreichte Platz vier

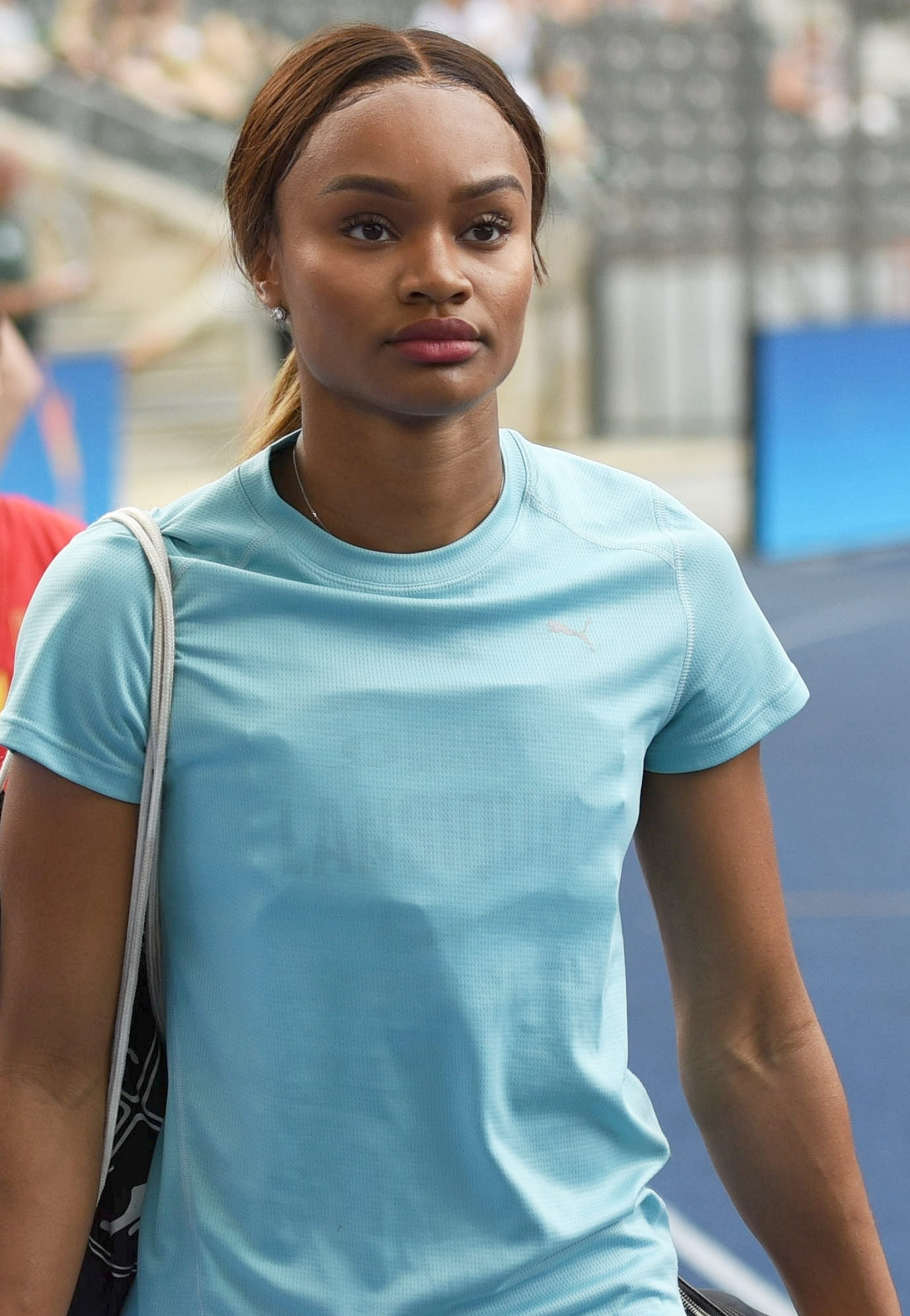
Rang fünf für Imani Lansiquot
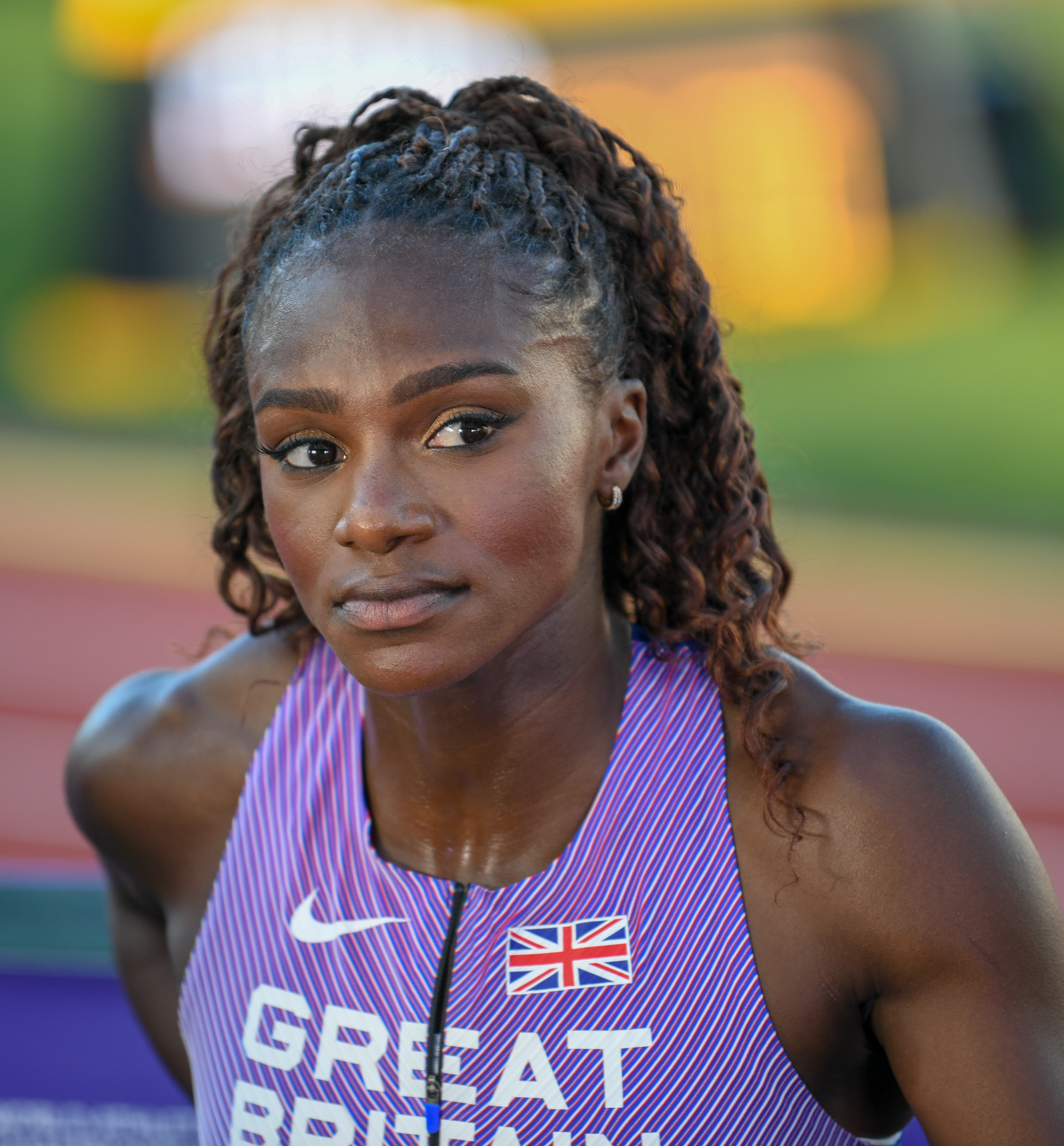
Titelverteidigerin Dina Asher-Smith – verletzungsbedingt auf dem achten Platz

## Videolink
- Sensational 100m Women Final Munich European Championships 2022, youtube.com, abgerufen am 6. April 2023